# バハ・カリフォルニア砂漠

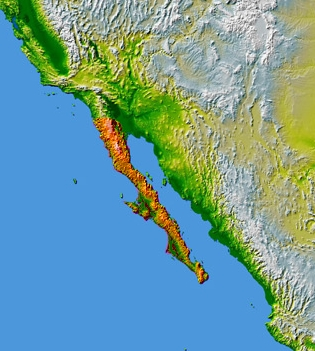
バハ・カリフォルニア半島。

バハ・カリフォルニア砂漠（Baja California Desert）は、メキシコのバハ・カリフォルニア半島にある砂漠のエコリージョンである。

## 地理と気候
このエコリージョンは、77,700km2（30,000平方マイル）の面積を占めており、半島の西側のうちのほとんどを含む。砂漠の西は太平洋、東は半島領と接しており、座標北緯27度44分 西経113度36分 / 北緯27.74度 西経113.6度座標: 北緯27度44分 西経113度36分 / 北緯27.74度 西経113.6度を中心に広がっている。北端は北緯30°であり、ここからバハ・カリフォルニア砂漠はカリフォルニア荒野森林へと移り変わる。半島内の南端は、サン・ルカン乾燥地エコリージョンの中にある。北側には、シエラ・フアレス・アンド・サン・ペドロ・マルチル・パイン・オーク森林があり、ここでは、準絶滅危惧種であるカリフォルニア・ファン・パームを含む、多くの樹木を見ることができる。
気候は、乾燥しており、亜熱帯に属しており、降水量は少ないが、太平洋の影響で湿度は高く、半島の東側にあるソノラ砂漠と比べると穏やかである。
バハ・カリフォルニア砂漠エコリージョンは、バハ・カリフォルニア半島の西部にあり、メキシコの州であるバハ・カリフォルニア・スル州とバハ・カリフォルニア州の全域を占めている。標高は変化に富んでおり、中西部の山脈（1000 - 1500m）、中部の高原（300 – 600m）、海岸の砂丘の広大な海岸線など高低差がある。

## 植物

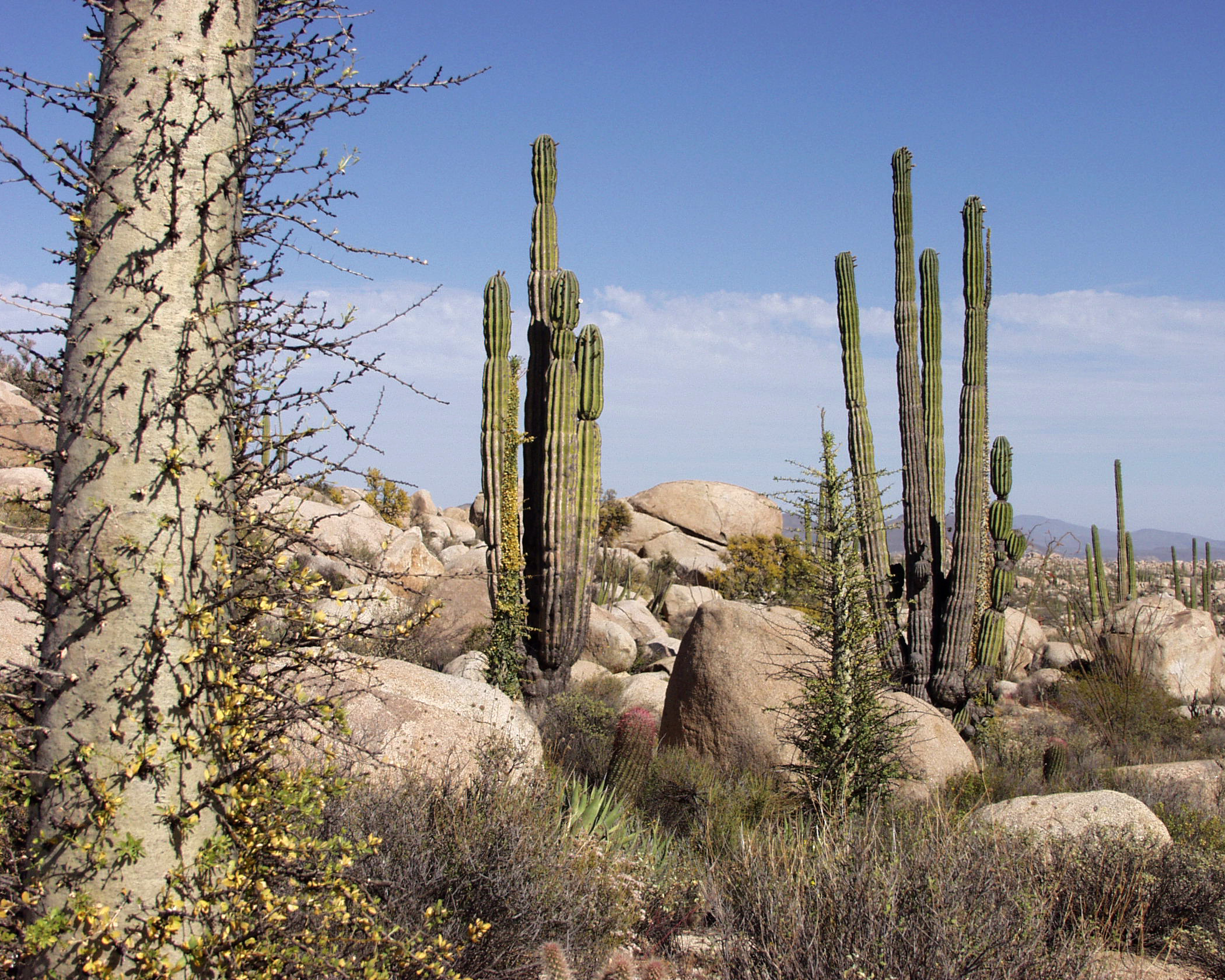
メキシコ、バハ・カリフォルニア州、カタビーニャ付近のサボテン。

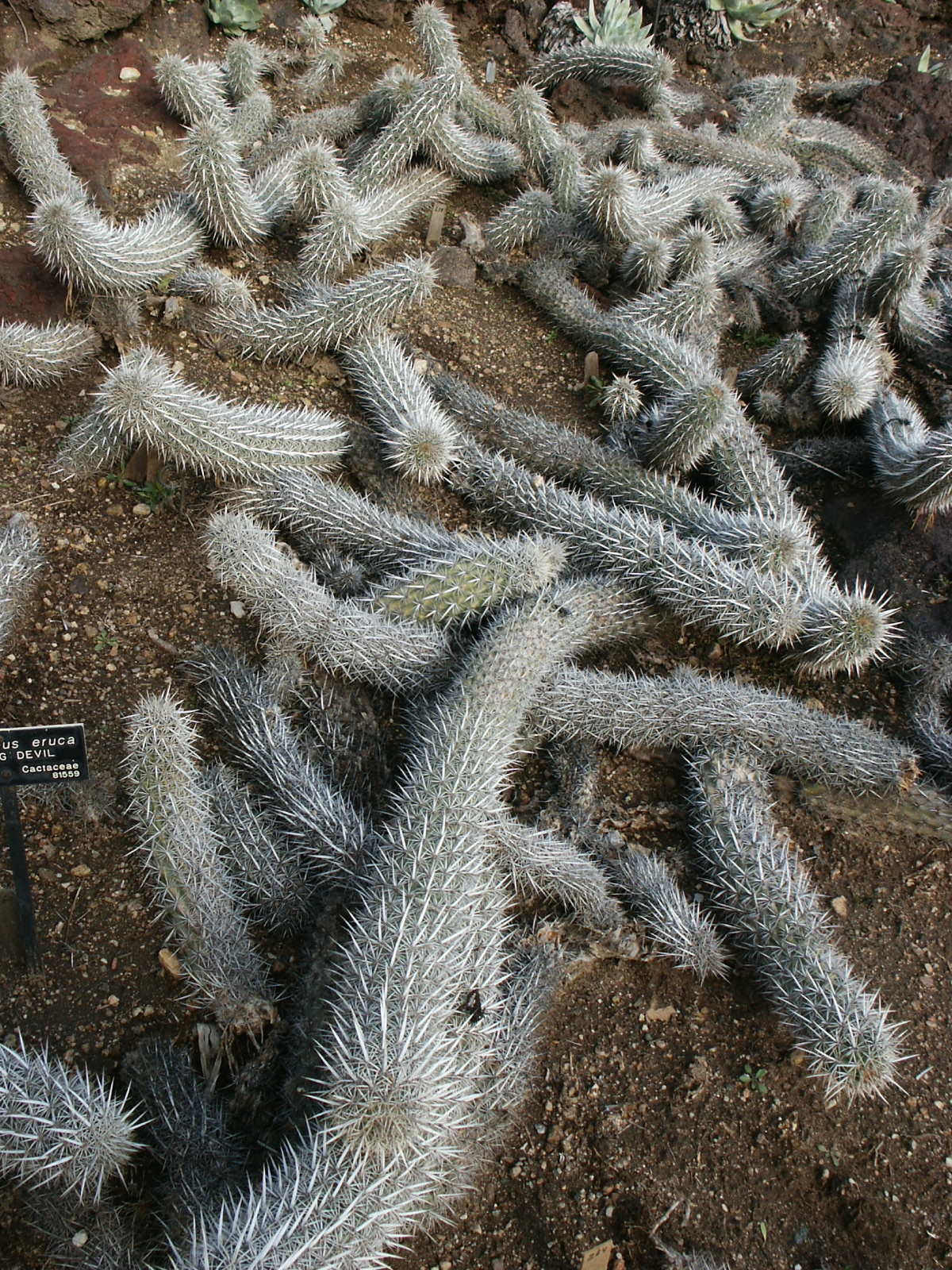
サボテンの一種のクリーピング・デビル、和名：入鹿の写真。

エコリージョンは、乾燥した低木によってほとんどが占められており、標高や土壌の条件によって、種類が異なっている。また、このエコリージョンの固有種には、ブージャム・ツリーやクリーピング・デビルなどの維管束植物が500種ちかく確認されている。